# Russell Cave National Monument
Das Russell Cave National Monument ist ein archäologischer Fundort in einer schon vor mindestens 9000 Jahren besiedelten Höhle. Es befindet sich im Nordosten des US-Bundesstaates Alabama und wurde am 11. Mai 1961 von John F. Kennedy durch eine Presidential Proclamation als National Monument ausgewiesen. Die National Geographic Society spendete das 1,25 km² große Areal den Vereinigten Staaten. Es wird vom National Park Service verwaltet und ist seit dem 15. Oktober 1966 als Stätte im National Register of Historic Places eingetragen.
Mit einer kartographierten Länge von 11,6 km ist die Höhle die drittgrößte im Staat Alabama. In der Liste der längsten Höhlen der Vereinigten Staaten befindet sie sich auf Platz 90, weltweit auf Platz 314. Der außergewöhnliche große Eingang diente schon den prähistorischen Ureinwohnern als Unterschlupf.

## Geologie
Der umgebende Kalkstein der Rusell Cave bildete sich vor ca. 300 Millionen Jahren aus den Ablagerungen von Skeletten und Muscheln eines zu dieser Zeit existierenden Sees. Durch aus der Luft aufgenommenes Kohlendioxid leicht saures Regenwasser löste einen Teil des Kalksteins heraus und schuf die Höhle. Vor etwa 10.000 Jahren brach ein Teil des Daches in der Nähe von Doran's Cove ein. Das dabei entstandene Schlundloch legte einen Zugang zu der Höhle frei.
Lange Zeit war die Höhle durch Wasserströme nicht zugänglich, doch ein weiterer Felssturz lenkte die Wasserströme so um, dass ein Teil des Bodens zugänglich wurde. Weitere Deckeneinstürze hoben den gesamten Boden der Höhle um mehr als 2 Meter, in der Nähe des Eingangs sogar um 9 Meter an. 1960 wurde die Höhle durch diverse Maßnahmen gesichert, um weitere Einstürze zu verhindern.
Die Öffnung der Höhle liegt gen Osten, so dass kalte Nord- und Nordwestwinde abgehalten werden, was die Besiedlung durch Tiere und auch Menschen begünstigte.

## Geschichte

### Frühgeschichte
Funde von abgeschlagenen Bruchstücken von Feuerstein und Holzkohle zeugen von einer Verwendung der Höhle durch Menschen bereits seit über 9000 Jahren. Das Alter der Fundstücke wurde durch Radiokohlenstoffdatierung bestimmt. Durch den vom Wetter geschützten Zugang bot die Höhle einen idealen Zufluchtsort besonders im Herbst und im Winter, zumal durch mangelnden Frost innerhalb der Höhle durch den hindurchfließenden Fluss stets Wasser zur Verfügung stand. Der umgebende Mischwald bot umfangreiche Nahrungsressourcen wie Grauhörnchen, Waschbären, Hasen, Graufüchse und Truthühner. Aber auch größere Säugetiere wie Bären und Hirsche waren nach Knochenfunden Nahrungsgrundlage. Auch pflanzliche Nahrung bot der Wald reichlich.

## Archäologische Untersuchungen
Archäologen fanden bis heute über 2 Tonnen Artefakte, darunter Holzkohle, Knochen sowohl als Nahrungsreste aber auch als Werkzeuge wie Angelhaken sowie Tonscherben. Auch die Überreste menschlicher Körper wurden gefunden, welche nur oberflächlich und ohne Beigaben beerdigt waren.
Die ersten Relikte wurden 1953 gefunden, als eine Expedition der Tennessee Archaeological Society und der University of Tennessee at Chattanooga mit Grabungen in der Höhle begann. Die ersten Grabungen wurden bis etwas einen Meter durchgeführt, die Art und Anzahl der Funde führte zu drei weiteren Grabungen (1956 bis 1958) der Smithsonian Institution zusammen mit der National Geographic Society. Der National Park Service führte 1962 die bisher letzte Ausgrabung durch, wobei bis zu 10 Metern Untergrund untersucht wurden.

## Biologie
Die Höhle beheimatet 2 Fledermausarten. Der durch die Höhle fließende Fluss beheimatet Groppen. Schlangen wie der Nordamerikanische Kupferkopf, Klapperschlangen und Königsnattern suchen in der Höhle Unterschlupf. Über 115 Vogelarten wurden rund um die Höhle beobachtet.